# Аугуст Цесарец
Аугуст Цесарец (Загреб, 4. децембар 1893 — Загреб, 17. јул 1941) био је учесник Шпанског грађанског рата, хрватски књижевник, новинар, есејиста, путописац и политички радник.

## Биографија
Рођен је 4. децембар 1893. године у Загребу. Већ као средњошколац био је социјалистички усмерен, због чега је био под сталном полицијском присмотром и више пута затваран, а под утиском Октобарске револуције прихватио је бољшевичке идеје и укључио се у илегални рад комунистичких организација.
С Мирославом Крлежом покренуо је 1919. године часопис „Пламен“ у којем заговара идеје револуције.Члан КПЈ је од 1920. године. Као уверени антифашиста боравио је 1937. године у Шпанији, о чему је писао у књизи „Шпањолски сусрети“.
Усташе су га ухапсиле 15. маја 1941. године и затвориле у логор Керестинец. Био је учесник познатог бега из затвора, јула 1941. године. Али је ухваћен и стрељан 17. јула 1941. године.
У почетку је писао експресионистички, а после се све више приклања реалистичком концепту књижевног обликовања. Најзначајнији део опуса чине му романи: „Царева краљевина“, „Златни младић“ и „Бјегунци“ у којима се бави моралном декаденцијом хрватског грађанског друштва пре и непосредно након Првог светског рата. Објављивао је путописе и преводио Максима Горког, Виктора Игоа и Емила Золу.

## Дела

### Објављена за живота
- Ђачки покрет, Загреб 1912. (под псеудонимом Будислав Мирковић)
- Стихови, Загреб 1919.
- Судите ме, Загреб 1922.
- Царева краљевина, 1925.
- Стјепан Радић и република, Загреб 1925.
- За новим путем, Загреб 1926.
- Златни младић и његове жртве, Копривница 1928.
- Тонкина једина љубав, 1931.
- Психоанализа и индивидуална психологија, Загреб 1932. (у властитој наклади)
- Бјегунци, Загреб 1933.
- Данашња Русија, Загреб 1938. (под псеудонимом Вук Корнели)
- Шпањолски сусрети, Торонто 1938.
- Израелов излазак и друге легенде, Загреб 1938.
- Новеле, Загреб 1939.
- Путовање по Совјетском Савезу, Загреб 1940.
- На Украјини, Загреб 1940.
- Код совјетских малих народа, Загреб 1940.
- Син домовине, Загреб 1940.

### Објављена постхумно
- Смијех Јуде Ишкаријота, Загреб 1946. (Новеле)
- Пут у нови живот, Загреб 1947. (Новеле)
- Легенде и друге приповијести, Загреб 1951.
- Кћи црне руке - Ћук у њеноме дупљу, Загреб 1951.
- Криза странке права и наши 'комунари' 1871, Загреб 1951.
- Мајка божја бистричка, Загреб 1955. (Роман)
- Изабране пјесме, Загреб 1961.
- Избор чланака, Београд, 1962.
- Свјетлост у мраку, Загреб 1963. (публицистички радови и чланци Аугуста Цесарца, приредио Јуре Каштелан)
- Есеји и путописи, Загреб-Београд-Сарајево 1964. (Изабрана дјела) (Књига II. Избор и напомене: Марин Франичевић и Маријан Матковић. Српски и хрватски писци XX века. Коло I. Књига 7.)
- Откриће (Трагедија у торњу и гледана кроз торањ једне виле), Крчма широко грло (Драма), Легенда о звону на гробљу (Фрагмент), Загреб 1965. (Рад ЈАЗУ. Књига 342.)
- "АУГУСТ ЦЕСАРЕЦ, I, Пјесме, Новеле, Записи, Есеји и Путописи" Загреб 1966.
- Бродолом обитељи Рожман, Београд 1968.
- Бијели луталац, Загреб 1982.